# Unione Sportiva Palermo 1957-1958
Questa voce raccoglie le informazioni riguardanti l'Unione Sportiva Palermo nelle competizioni ufficiali della stagione 1957-1958.

## Stagione
Nel primo anno di Serie B dal 1956, il Palermo ottiene un 6º posto, mentre in Coppa Italia viene eliminato nella fase a gironi.

## Rosa
| N. |                    | Ruolo | Calciatore          |
| -- | ------------------ | ----- | ------------------- |
|    | Francia (bandiera) | P     | Robert Forte        |
|    | Italia (bandiera)  | P     | Corrado Danti       |
|    | Italia (bandiera)  | P     | Elio Angelini       |
|    | Italia (bandiera)  | P     | William Negri       |
|    | Italia (bandiera)  | D     | Antonio De Bellis   |
|    | Italia (bandiera)  | D     | Giorgio Sereni      |
|    | Italia (bandiera)  | D     | Giovanni Ballico    |
|    | Italia (bandiera)  | D     | Piero Aggradi       |
|    | Italia (bandiera)  | C     | Enzo Benedetti      |
|    | Italia (bandiera)  | C     | Alberto Malavasi    |
|    | Italia (bandiera)  | C     | Alvaro Biagini      |
|    | Italia (bandiera)  | C     | Giuliano Piovanelli |
|    | Italia (bandiera)  | C     | Claudio Azzali      |

| N. |                      | Ruolo | Calciatore         |
| -- | -------------------- | ----- | ------------------ |
|    | Italia (bandiera)    | C     | Eliseo Lodi        |
|    | Italia (bandiera)    | C     | Vergaini           |
|    | Italia (bandiera)    | C     | Giuseppe Marchetto |
|    | Italia (bandiera)    | C     | Renato Luosi       |
|    | Italia (bandiera)    | C     | Guglielmo Oppezzo  |
|    | Italia (bandiera)    | C     | Albano Vicariotto  |
|    | Italia (bandiera)    | A     | Gianni Sandri      |
|    | Argentina (bandiera) | A     | Santiago Vernazza  |
|    | Uruguay (bandiera)   | A     | Walter Gómez       |
|    | Italia (bandiera)    | A     | Loris Lonardi      |
|    | Italia (bandiera)    | A     | Checchi            |
|    | Italia (bandiera)    | A     | Casisa             |

## Risultati

### Serie B

#### Girone di andata
| 15 settembre 1957 1ª giornata | Palermo | 3 – 2 | Triestina |  |

| 22 settembre 1957 2ª giornata | Marzotto Valdagno | 1 – 0 | Palermo |  |

| 29 settembre 1957 3ª giornata | Prato | 1 – 0 | Palermo |  |

| 6 ottobre 1957 4ª giornata | Palermo | 3 – 1 | Cagliari |  |

| 13 ottobre 1957 5ª giornata | Palermo | 0 – 0 | Lecco |  |

| 20 ottobre 1957 6ª giornata | Sambenedettese | 0 – 0 | Palermo |  |

| 27 ottobre 1957 7ª giornata | Messina | 0 – 0 | Palermo |  |

| 8 ottobre 1978 8ª giornata | Palermo | 1 – 1 | Catania |  |

| 10 novembre 1957 9ª giornata | Bari | 2 – 1 | Palermo |  |

| 17 novembre 1957 10ª giornata | Palermo | 3 – 1 | Novara |  |

| 24 novembre 1957 11ª giornata | Palermo | 1 – 0 | Zenit Modena |  |

| 8 dicembre 1957 12ª giornata | Parma | 0 – 2 | Palermo |  |

| 15 dicembre 1957 13ª giornata | Brescia | 3 – 0 | Palermo |  |

| 29 dicembre 1957 14ª giornata | Palermo | 0 – 0 | Venezia |  |

| 5 gennaio 1958 15ª giornata | Palermo | 1 – 0 | Simmenthal-Monza |  |

| 12 gennaio 1958 16ª giornata | Como | 0 – 0 | Palermo |  |

| 21 dicembre 1986 17ª giornata | Taranto | 1 – 1 | Palermo |  |

#### Girone di ritorno
| 26 gennaio 1958 18ª giornata | Triestina | 5 – 0 | Palermo |  |

| 2 febbraio 1958 19ª giornata | Palermo | 2 – 2 | Marzotto Valdagno |  |

| 9 febbraio 1958 20ª giornata | Palermo | 1 – 0 | Prato |  |

| 16 febbraio 1958 21ª giornata | Cagliari | 1 – 0 | Palermo |  |

| 23 febbraio 1958 22ª giornata | Lecco | 2 – 1 | Palermo |  |

| 2 marzo 1958 23ª giornata | Palermo | 0 – 0 | Sambenedettese |  |

| 9 marzo 1958 24ª giornata | Palermo | 1 – 1 | Messina |  |

| 16 marzo 1958 25ª giornata | Catania | 0 – 0 | Palermo |  |

| 30 marzo 1958 26ª giornata | Palermo | 3 – 0 | Bari |  |

| 6 aprile 1958 27ª giornata | Novara | 5 – 2 | Palermo |  |

| 13 aprile 1958 28ª giornata | Zenit Modena | 1 – 2 | Palermo |  |

| 20 aprile 1958 29ª giornata | Palermo | 1 – 1 | Parma |  |

| 27 aprile 1958 30ª giornata | Palermo | 2 – 0 | Brescia |  |

| 4 maggio 1958 31ª giornata | Venezia | 1 – 2 | Palermo |  |

| 11 maggio 1958 32ª giornata | Simmenthal-Monza | 3 – 1 | Palermo |  |

| 18 maggio 1958 33ª giornata | Palermo | 0 – 0 | Como |  |

| 25 maggio 1958 34ª giornata | Palermo | 2 – 0 | Taranto |  |

### Coppa Italia
| 1ª giornata | Lazio | 5 – 1 | Palermo |  |

| 2ª giornata | Palermo | 3 – 2 | Roma |  |

| 3ª giornata | Napoli | 4 – 2 | Palermo |  |

| 4ª giornata | Palermo | 2 – 2 | Lazio |  |

| 5ª giornata | Roma | 1 – 0 | Palermo |  |

| 6ª giornata | Palermo | 5 – 1 | Napoli |  |

## Statistiche

### Statistiche di squadra
| Competizione | Punti | In casa | In casa | In casa | In casa | In casa | In casa | In trasferta | In trasferta | In trasferta | In trasferta | In trasferta | In trasferta | Totale | Totale | Totale | Totale | Totale | Totale | DR |
| Competizione | Punti | G       | V       | N       | P       | Gf      | Gs      | G            | V            | N            | P            | Gf           | Gs           | G      | V      | N      | P      | Gf     | Gs     | DR |
| ------------ | ----- | ------- | ------- | ------- | ------- | ------- | ------- | ------------ | ------------ | ------------ | ------------ | ------------ | ------------ | ------ | ------ | ------ | ------ | ------ | ------ | -- |
| Serie B      | 37    | 17      | 9       | 8       | 0       | 24      | 9       | 17           | 3            | 5            | 9            | 12           | 26           | 34     | 12     | 13     | 9      | 36     | 35     | +1 |
| Coppa Italia | 5     | 3       | 2       | 1       | 0       | 10      | 5       | 3            | 0            | 0            | 3            | 3            | 10           | 6      | 2      | 1      | 3      | 13     | 15     | -2 |
| Totale       |       | 20      | 11      | 9       | 0       | 34      | 14      | 20           | 3            | 5            | 12           | 15           | 36           | 40     | 14     | 14     | 12     | 49     | 50     | -1 |

### Statistiche dei giocatori
| Giocatore     | Serie B  | Serie B | Coppa Italia | Coppa Italia | Totale   | Totale |
| Giocatore     | Presenze | Reti    | Presenze     | Reti         | Presenze | Reti   |
| ------------- | -------- | ------- | ------------ | ------------ | -------- | ------ |
| P. Aggradi    | 14       | 0       | ?            | ?            | 14+      | 0+     |
| E. Angelini   | 20       | -16     | ?            | ?            | 20+      | -16+   |
| C. Azzali     | 19       | 3       | ?            | ?            | 19+      | 3+     |
| G. Ballico    | 29       | 0       | ?            | ?            | 29+      | 0+     |
| E. Benedetti  | 27       | 0       | ?            | ?            | 27+      | 0+     |
| A. Biagini    | 19       | 1       | ?            | ?            | 19+      | 1+     |
| C. Danti      | 3        | -8      | ?            | ?            | 3+       | -8+    |
| A. De Bellis  | 31       | 0       | ?            | ?            | 31+      | 0+     |
| R. Forte      | 11       | -11     | ?            | ?            | 11+      | -11+   |
| W. Gomez      | 20       | 4       | ?            | ?            | 20+      | 4+     |
| E. Lodi       | 5        | 0       | ?            | ?            | 5+       | 0+     |
| L. Lonardi    | 12       | 4       | ?            | ?            | 12+      | 4+     |
| R. Luosi      | 10       | 0       | ?            | ?            | 10+      | 0+     |
| A. Malavasi   | 27       | 0       | ?            | ?            | 27+      | 0+     |
| G. Marchetto  | 27       | 5       | ?            | ?            | 27+      | 5+     |
| G. Oppezzo    | 22       | 0       | ?            | ?            | 22+      | 0+     |
| G. Sandri     | 27       | 6       | ?            | ?            | 27+      | 6+     |
| G. Sereni     | 16       | 0       | ?            | ?            | 16+      | 0+     |
| S. Vernazza   | 27       | 12      | ?            | ?            | 27+      | 12+    |
| A. Vicariotto | 8        | 1       | ?            | ?            | 8+       | 1+     |